# Sint-Maximilianuskerk
De Sint Maximilianuskerk (Duits: St. Maximiliankirche; meestal Maxkirche genoemd) is een rooms-katholiek kerkgebouw in het Düsseldorfse stadsdeel Carlstadt. Het laatbarokke gebouw is oorspronkelijk de kerk van een Franciscaans klooster dat in de 17e eeuw werd opgericht. Het kerkgebouw werd in de 18e eeuw gebouwd.

## Geschiedenis
In het jaar 1651 streken de eerste zes Franciscaanse monniken in Düsseldorf neer. Al vier jaar later konden de monniken dankzij giften van de bevolking beginnen met de bouw van een klooster. Zo ontstonden tussen 1655 en 1668 een kerk en de kloostergebouwen. Het toenmalige kerkgebouw betrof een eenvoudige, langgerekte zaalbouw van zes traveeën lang. Vanaf 1671 onderrichtten de monniken aan een eigen theologische school. Wegens bouwvalligheid van het godshuis werd in de jaren 1735-1737 de huidige, drieschepige hallenkerk van baksteen gebouwd. Tegelijkertijd werden tot 1743 ook de kloostergebouwen vernieuwd. Op 4 oktober 1737 werd de kerk aan de heilige Antonius van Padua gewijd.
Met de invoering van de secularisatie in het begin van de 19e eeuw dreigden afbraak van kerk en klooster. Door protesten van de Düsseldorfse bevolking zag de landsheer echter van de afbraak af. De kerk ging verder als een gewone parochiekerk en werd nu ter ere aan hertog Maximiliaan I Jozef van Beieren aan de heilige Maximilianus van Lorch gewijd. 
Op 1 januari 2011 fuseerde de parochie met de parochies van de Onbevlekte Ontvangenis en Sint-Lambertus. De kerk geniet grote bekendheid vanwege de kerkmuziek. Er worden naast uitvoeringen van klassieke kooraalmuziek ook uitvoeringen van orgel en orkestmissen gegeven. 

## Interieur
De inrichting van de kerk is grotendeels oorspronkelijk. Banken, biechtstoelen, kansel en heiligenbeelden dateren allen uit het midden van de 18e eeuw. Het koorgestoelte bevond zich reeds in de 100 jaar eerder gebouwde kerk. Het stucwerk onder de orgelgalerij is zo oud als de kerk zelf en symboliseert de Franciscaanse prediking en biecht. Eveneens authentiek is de inrichting van de sacristie.
Het altaarschilderij werd gemaakt door de Capucijner pater Damian. Artistiek verwant zijn enige werken van de Rubensschool met de voorstellingen van Jezus en Johannes als kinderen, de kruisafname en de opstanding. 
De laatgotische lezenaar met een adelaar is laatgotisch en werd gemaakt voor de dom van Altenberg.

## Orgel
In 1753 ontving Christian Ludwig König uit Keulen de opdracht om een orgel in te bouwen. Overeengekomen werd dat de destijds gerenommeerde orgelbouwer 1500 rijksdaalders en 500 rijksdaalders voor tin en lood, zonder vrije kost en inwoning maar in de namiddag 2 liter bier ter beschikking stond. Het resultaat was een voor die tijd royaal orgel met 39 registers op drie manualen en pedaal.    
In de loop der tijd werd het instrument herhaaldelijk verbouwd. Bij een renovatie in 1831 gingen veel van de oude registers verloren, hetgeen de aanleiding vormde tot nog meer "verbeteringen", waardoor het orgel steeds meer van zijn oorspronkelijke karakter verloor. Na de talrijke wijzigingen werd een ingrijpende maatregel dringend noodzakelijk. Uitvoerig overleg leidde ten slotte tot het besluit om een geheel nieuw orgel in de geest van Christian Ludwig König te bouwen. De orgelbouwer Johannes Klais uit Bonn bouwde achter de historische orgelkas het nieuwe instrument, dat over 39 registers vervoegd, verdeeld op 3 manualen en pedaal. Bij de bouw werd ook oud materiaal gebruikt. Op 11 december 2011 werd het nieuwe orgel ingewijd.